# 維利內 (卡霍夫卡區)
46°59′18″N 33°53′37″E / 46.98833°N 33.89361°E
維利内（烏克蘭語：Вільне）是位於烏克蘭南部的村莊，由赫爾松州卡霍夫卡區的霍爾諾斯塔伊夫卡市鎮負責管轄。該村始建於1872年，面積18平方公里，海拔高度68米，2001年人口117，人口密度每平方公里6.5人。